# Бискупија Торит
Бискупија Торит (лат. Dioecesis Toritensis) је једна од шест бискупија римокатоличке цркве на територији Јужног Судана, под управом надбискупије у Џуби. Захвата површину од 76.000 км², а њено седиште је у граду Ториту. Има око 600.0000 верника и двадесет и три верских објекта на својој територији. Поглавар је бискуп Акијо Џонсон Мутек.

## Историја
Бискупија је основана 2. маја 1983. територијалним издвајањем од надбискупије у Џуби.

## Досадашњи поглавари
- Париде Табан (1983–2004)
- Акијо Џонсон Мутек (2007–)